# Podarcis liolepis
Espèce
Synonymes
- Lacerta muralis var. liolepis Boulenger, 1905
- Lacerta atrata Boscá, 1916
- Lacerta atrata columbretensis Eisentraut 1930
- Lacerta atrata mancolibrensis Eisentraut 1930

Statut de conservation UICN

 LC  : Préoccupation mineure
Podarcis liolepis est une espèce de sauriens de la famille des Lacertidae. En français il est nommé Lézard catalan.

## Répartition
Cette espèce, anciennement sous-espèce de Podarcis hispanicus, se rencontre dans le tiers nord-est de l'Espagne et dans le sud de la France (des alentours des Pyrénées jusqu'à la vallée du Rhône) .
Elle trouve refuge au sein des vieux murs bien orientés au sud, des lisières de chemins, les tas de pierres, les vieux vignobles, les vieux arbres à cavités. Globalement, les espaces ouverts comme les cultures, les friches, les garrigues sont des espaces qui lui sont favorables. Cette espèce est très largement connue dans le sud de la France car très commune à l'instar de la Tarente de Maurétanie par leur caractère urbain et anthropophile.
Le lézard catalan est observable toute l'année dans le sud de la France, avec un pic d'activité au printemps et en été. Il faudra patienter les journées les plus ensoleillées l'hiver pour les voir lézarder à l'occasion.
Présence certaine
Ardèche, Ariège, Aude, Aveyron, Drôme, Gard, Haute-Garonne, Hérault, Isère, Lozère, Pyrénées-Atlantiques, Pyrénées-Orientales, Tarn, Vaucluse.

## Liste des sous-espèces
- Podarcis liolepis liolepis (Boulenger, 1905) : occupe l'essentiel de l'aire de l'espèce sauf à l'extrême nord-ouest et surtout nord-est[2].
- Podarcis liolepis cebennensis Guillaume & Geniez, 1986 : vallée du Rhône, peut-être jusqu'à l'extrême nord de l'Espagne bien que les limites atteintes par cette sous-espèce sont mal connues[2].
- Podarcis liolepis sebastiani (Klemmer, 1964) : sur la côte Atlantique, à cheval sur la frontière franco-espagnole [2].
- Podarcis liolepis atratus : îles Columbretes. Le statut est discuté, il pourrait ne s'agir que d'une variation de la sous-espèce type[2].

## Description

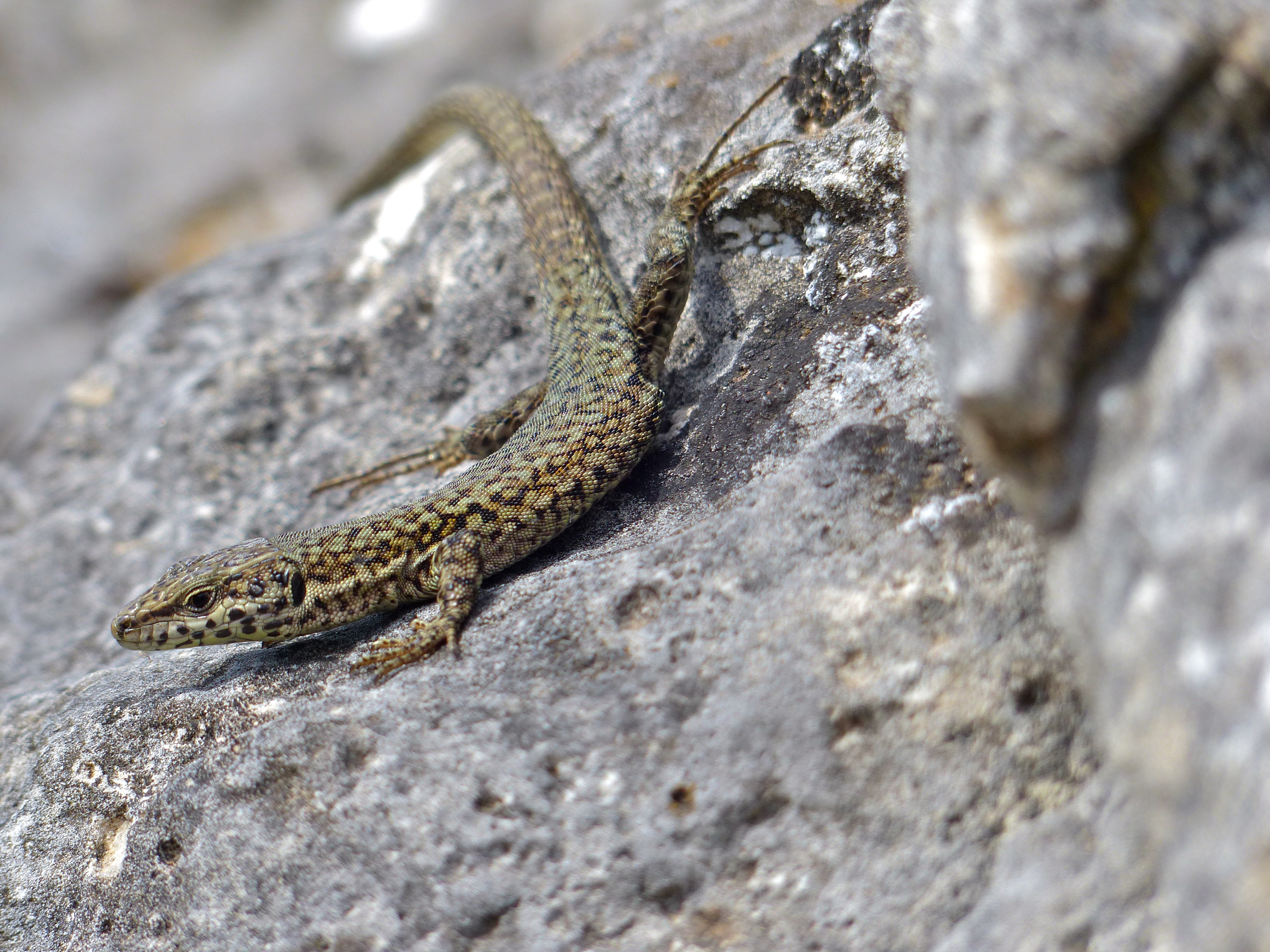
Lézard catalan
(sous-espèce Podarcis liolepis cebennensis) photographié le 6 avril 2014 dans la commune de Les Rives (Hérault).

C'est un Lézard de forme élancée, à la chromie polymorphe, allant du brun au gris ou même verdâtre.
La queue de ce lézard se casse très facilement, on parle d'autotomie. Cette capacité lui permet d'augmenter ses chances de survie face aux prédateurs qui peuvent s'en contenter ou être surpris face à ce leurre, qui a tendance à se mouvoir nerveusement une fois arraché. La queue du lézard repousse rapidement après avoir été arrachée .

## Prédateurs
Tout comme l'ensemble des Lacertidae urbains, ils sont la proie des commensaux de l'homme, comme le chat, le chien et certains oiseaux. Au sein de son habitat naturel, l'espèce entre dans le régime alimentaire de lézards plus gros comme le lézard ocellé, de serpents, d'oiseaux, de mammifères.

## Confusions

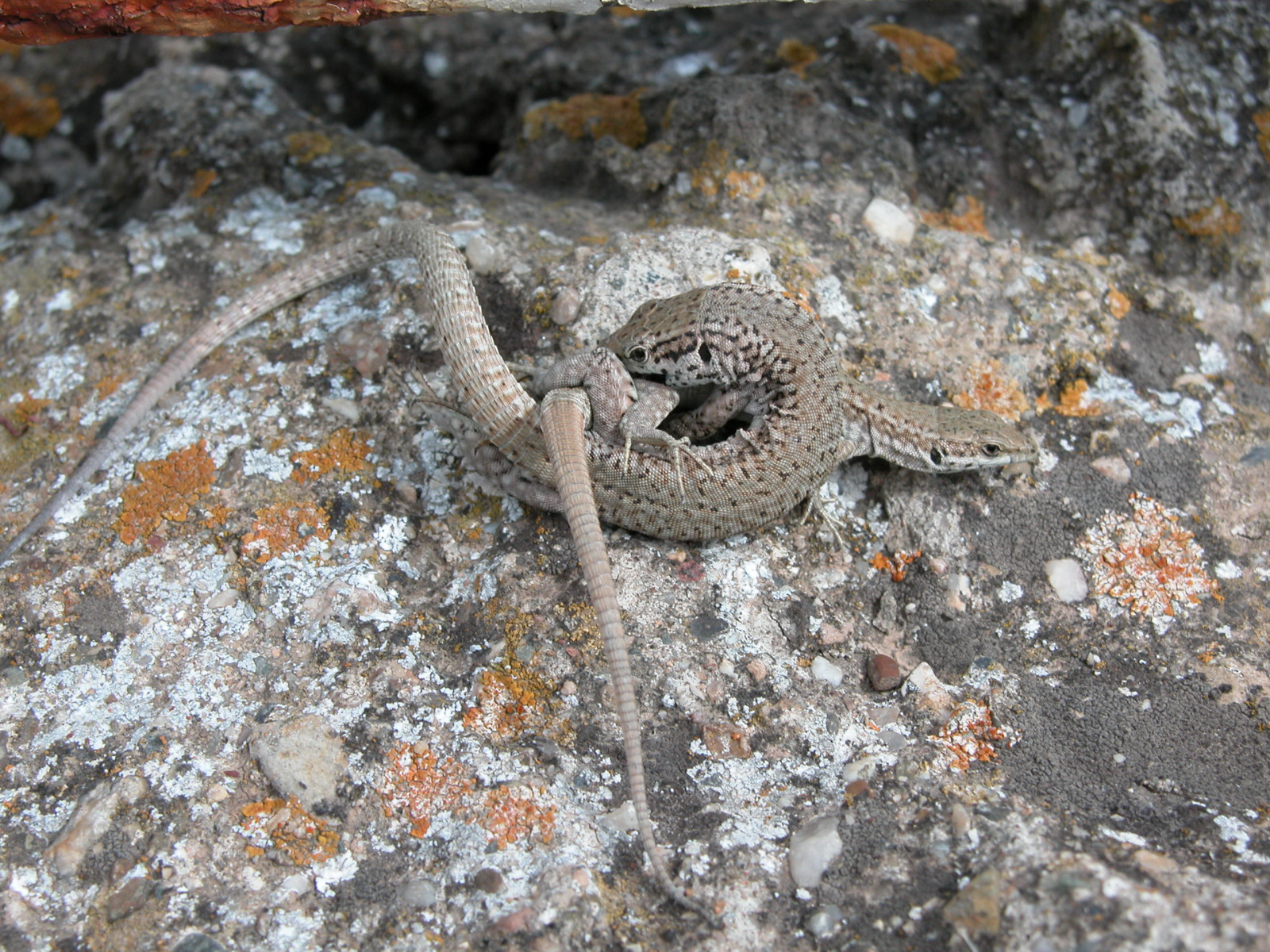
Accouplement du lézard catalan (Podarcis liolepis).

Ce lézard est souvent confondu avec le lézard des murailles, avec lequel il peut coexister même si le lézard catalan aura un preferundum plus xérique dans son écologie. Ainsi, dans les Pyrénées-Orientales, globalement, le lézard catalan colonise l'ensemble des plaines, quand le lézard des murailles est observé sur l'ensemble des étages méso-méditerranéens, plus haut en altitude.
De nombreux critères de distinction sont observables, comme une plaque massétérique généralement plus réduite chez le lézard catalan. Sa forme générale est également bien plus élancée et fine, avec un museau finissant en pointe. Le lézard des murailles apparaît plus trapu. Un autre critère assez discriminant est un iris jaune pâle pour le lézard catalan et un iris orange foncé pour le lézard des murailles.

## Statut de protection
Comme tous les reptiles indigènes de France, le lézard catalan est protégé par l'article 2 de l'arrêté du 19 novembre 2007 fixant les listes des amphibiens et des reptiles protégés sur l'ensemble du territoire et les modalités de leur protection. De ce fait il est interdit de capturer, d'élever, de détruire, de conserver intentionnellement tout ou partie d'un individu vivant ou mort. L'article 2 dispose également que ses habitats de vie, de reproduction et l'ensemble des espaces nécessaires au bon accomplissement de son cycle biologique ne doivent souffrir d'aucune altération ou destruction intentionnelles.

## Publication originale
- Boulenger, 1905 : A contribution to the knowledge of the varieties of the Wall-Lizard (Lacerta muralis) in western Europe and North Africa. Transactions of the Zoological Society of London, vol. 17, p. 351-420 (texte intégral).
- Guillaume & Geniez, 1986 : Description d’une sous espèce de Podarcis hispanica (Sauria: Lacertidae): Podarcis hispanica cebennensis. Bulletin de la Société Herpétologique de France, vol. 39, p. 1-15.